# باربانیا
باربانیا (به ایتالیایی: Barbania) یک کومونه در ایتالیا است که در استان تورین واقع شده‌است.

## خصوصیات
باربانیا ۱۲٫۸ کیلومترمربع مساحت و ۱٬۶۰۳ نفر جمعیت دارد و ۳۸۵ متر بالاتر از سطح دریا واقع شده‌است.